# Willy Hofmann
Willy Hofmann (* 18. Juni 1909 in Frankfurt am Main; † 21. Januar 1984 in Hallgarten (Rheingau)) war ein deutscher Opern-, Operetten- und Rundfunksänger (lyrischer Tenor, Buffo-Tenor).

## Leben
Neben seinem Job als Bankangestellter ließ er seine Stimme in Frankfurt ausbilden. 1933 debütierte er als lyrischer Tenor bei einer Wanderbühne. Die nächsten Ziele waren die Theater von Gera, Münster, Nürnberg, Ulm und Wiesbaden. Viele Opernrollen gehörten zu seinem Repertoire.
Nach dem Zweiten Weltkrieg sang er vor allem Partien als Operetten-Buffo. Durch sein schauspielerischen Können war er bei Operetten-Gesamtaufnahmen in der Lage, die Dialoge selbst zu sprechen, während andere Sänger(innen) oft von Schauspielern gedoubelt werden mussten.
Willy Hofmann wirkte an Rundfunkaufnahmen und Schallplatteneinspielungen mit. Sehr intensiv war seine Zusammenarbeit mit dem Dirigenten Franz Marszalek für den WDR und die Plattenfirma Polydor. Häufige Partnerin von Willy Hofmann war hier die Soubrette Rita Bartos.  

## Diskografie (Auswahl)
Giacomo Puccini: 
- Tosca in deutscher Sprache: Aga Joesten (Tosca), Heinrich Bensing (Mario Cavaradossi), Ferdinand Frantz (Scarpia), Ewald Böhmer (Angelotti), Willy Hofmann (Spoletta), August Hempel (Sciarrone), Rolf Heide (Sagrestano), Chor und Sinfonieorchester des Hessischen Rundfunks, Kurt Schröder (Dirigent). Frankfurt 1950 (Walhall)